# E

E의 필기체

E는 로마자의 5번째 글자이다. 또한 로마자 중에서 사용 빈도가 가장 높은 문자이기도 하다.

## 이름
- 라틴어·독일어·네덜란드어·인도네시아어·슬라브어·에스페란토: 에 [eː]
- 프랑스어: 으 [ə]
- 이탈리아어·스페인어: 에 [e]
- 영어: 이 [iː]

## 역사
E는 사람을 뜻하는 그림 문자에서 왔다.
| 셈조어 문자 '사람' | 페니키아 문자 헤 | 그리스 문자 엡실론 | 에트루리아 문자 E | 로마 문자 E |
| 셈조어 문자 '사람' | 페니키아 문자 헤 | 그리스 문자 엡실론 | 에트루리아 문자 E | 로마 문자 E |

## 컴퓨터 부호
| 미리 보기      | E                      | E                      | e                    | e                    |
| -------------- | ---------------------- | ---------------------- | -------------------- | -------------------- |
| 유니코드 이름  | LATIN CAPITAL LETTER E | LATIN CAPITAL LETTER E | LATIN SMALL LETTER E | LATIN SMALL LETTER E |
| 인코딩         | 10진                   | 16진                   | 10진                 | 16진                 |
| 유니코드       | 69                     | U+0045                 | 101                  | U+0065               |
| UTF-8          | 69                     | 45                     | 101                  | 65                   |
| 수치 문자 참조 | &#69;                  | &#x45;                 | &#101;               | &#x65;               |
| EBCDIC 계열    | 197                    | C5                     | 133                  | 85                   |
| ASCII          | 69                     | 45                     | 101                  | 65                   |

- 비고: 모스 부호에서 E는 가장 짧게 표기되는데, 이것은 E가 가장 많이 쓰여 타전하기 편하도록 한 것이다.

## 쓰임
- e는 국제음성기호에서 전설 비원순 중고모음을 나타낸다.

## 비슷한 글자
- Ε - 그리스 문자
- Е - 키릴 문자
- Є - 우크라이나 키릴 문자
- Э - 키릴 문자
- ع - 아랍 문자
- ㅌ - 한글
- € - 유로 기호
- é - 에스파냐 특수 알파벳